# Bakonykúti
Bakonykúti is een plaats (község) en gemeente in het Hongaarse comitaat Fejér. Bakonykúti telt 122 inwoners (2006).